# László Papp
|  | Per al lluitador del mateix nom vegeu László Papp (lluitador) |

László Papp   (Budapest, 25 de març de 1926 - Budapest, 16 d'octubre de 2003) fou un boxejador hongarès, guanyador de tres medalles olímpiques d'or.

## Carrera esportiva
Va participar, als 22 anys, en els Jocs Olímpics d'Estiu de 1948 celebrats a Londres (Regne Unit), on va aconseguir guanyar la medalla d'or en la prova de pes mitjà. En els Jocs Olímpics d'Estiu de 1952 realitzats a Hèlsinki (Finlàndia) aconseguí guanyar la medalla d'or en la prova de pes superwèlter, en la primera edició que es disputà aquesta prova en la competició olímpica, un metall que aconseguí revalidar en els Jocs Olímpics d'Estiu de 1956 realitzats a Melbourne (Austràlia). Amb aquesta victòria es convertí en el primer boxejador a aconseguir guanyar tres títols olímpics, un fet que posteriorment aconseguiren els cubans Félix Savón i Teófilo Stevenson.
Al llarg de la seva carrera aconseguí guanyar dues medalles d'or en el Campionat d'Europa de boxa.